# Русин Зенон
Зено́н Русин (20 жовтня 1895, Жаб'є Косівського повіту, нині Верховина, Косівський район — ?) — український лікар, під час Української революції — підхорунжий в УСС, санітарний четар УГА, учасник Листопадового зриву, боїв за Львів і польсько-української війни.

## Біографія
Закінчив Коломийську гімназію. Проходив службу в австрійському 24-му піхотному полку. 1915 року розпочинає медичні студії у Відні, згодом працював медиком в українському таборі для військовополонених у Австро-Угорщині.
Восени 1918 року в часі студійної відпустки застає Листопадовий чин у Львові, зголошується до УГА. Був у складі команди — з Левом Ґецом, Степаном Паньківським, Миколою Коником і Миколою Пачовським — котра вранці 1 листопада вивісила на Львівській ратуші Державну фану.
У часі боїв за Львів був серед оборонців Львівського сейму. Після відступу УГА зі столиці проходив медичну службу у Другому курені бригади УСС, згодом у 3-й Бережанській бригаді. Літом 1919 — у складі похідної групи УГА на Київ. Після відступу — у «Трикутнику смерті», у Деражні організував лікарню для хворих на тиф.
У 1920 році полонений польськими вояками, інтернований у таборі в Домб'ю, звідки щасливо втік. 1926 року закінчив медичні студії у Відні, працював за фахом у Німеччині.